# Thiania cupreonitens
Thiania cupreonitens är en spindelart som först beskrevs av Simon 1899.  Thiania cupreonitens ingår i släktet Thiania och familjen hoppspindlar. Inga underarter finns listade i Catalogue of Life.